# Birgit Menz (Basketballspielerin)
Birgit Menz, geborene Blauert, auch Birgit Eggert, (* 29. Mai 1967 in Berlin; † 22. November 2019) war eine deutsche Basketballspielerin.

## Karriere

### Verein
Menz begann ihre Basketballkarriere in der DDR in der HSG Humboldt-Uni Berlin. 1985, 1987 und 1990 wurde sie als Spielerin des Jahres ausgezeichnet. Nach der Wende spielte sie in der 1. Damen-Basketball-Bundesliga bis 1996 beim Nachfolgeverein der HSG (seit 1993 WEMEX Berlin). Mit den Berlinern gelang ihr 1995 der Gewinn der Vizemeisterschaft. Sie wechselte 1996 zur BG Chemnitz, mit der ihr 2000 der dritte Platz gelang. Am Ende der Saison 1999/2000 beendete sie nicht nur ihre Bundesligakarriere, sondern zunächst auch ihre aktive Karriere. 2002 nahm sie ihre aktive Karriere erneut auf, diesmal beim Zweitligisten TuS Jena Burgaupark Ladybaskets. Nach der Saison 2005/2006 plante Menz zunächst ihre Karriere zu beenden. Da zu Beginn der nächsten Saison aber viele Jenaer Spielerinnen verletzt waren, beendete sie ihre Karriere erst im Sommer 2007. Sie galt jahrelang als eine der besten Verteidigerinnen der Bundesliga, war über Jahre Steal-„Königin“ und gehörte zu den besten zehn Werferinnen der Bundesliga.
Seit ihrer Zeit in Jena kümmerte sie sich außerdem um die Geschäftsstelle des Thüringer Basketball Verbands.

### Nationalmannschaft
Menz bestritt bereits vor 1990 24 Spiele für die Nationalmannschaft der DDR. 1994 wurde sie das erste Mal in die gesamtdeutsche Basketballnationalmannschaft berufen, für die sie insgesamt siebzig Spiele bestritt. Zu ihren größten Erfolgen zählten die EM-Bronzemedaille 1997 in Ungarn und die FIBA-WM-Teilnahme 1998 in Deutschland. 1999 absolvierte sie ihr letztes Länderspiel.
Menz war eine aktive Maxi-Basketballerin. 2006 gewann sie mit dem Ü35-Team die Europameisterschaft, 2010 wurde sie mit der Ü-40 Mannschaft Vizeeuropameister. 2013 wurde Birgit Menz mit der deutschen Ü45-Nationalmannschaft in Thessaloniki Weltmeisterin. Im Endspiel schlug das deutsche Team Finalgegner Russland mit 64:44. Es war der erste Titel einer deutschen Mannschaft bei einer Basketballweltmeisterschaft. Ein Jahr später wurde sie mit dem Team durch einen 72:45-Finalsieg gegen die Ukraine Europameisterin.

## Privates
Der Geburtsname der gelernten Köchin war Blauert, ab 1992 hieß sie Eggert. Sie war seit den frühen neunziger Jahren mit dem Basketballtrainer Frank Menz liiert, mit dem sie zunächst 1994 nach Weißenfels und schließlich nach Jena zog. Die beiden heirateten 2005, woraufhin sie den Nachnamen Menz annahm. Sie brachte die Töchter Tina (* 1988) und Jenny (* 1991) mit in die Ehe. Dass Birgit Menz von 2005 bis 2007 beim TuS Jena in der 2. Damen-Basketball-Bundesliga mit ihren Töchtern gemeinsam in einer Mannschaft spielte, stellte ein Kuriosum im deutschen Basketball dar. Im Dezember 2008 wurde ihre dritte Tochter Marie geboren.
Menz starb am 22. November 2019 nach einer schweren Krankheit.

## Erfolge und Auszeichnungen

### Erfolge
- Deutscher Vizemeister: 1995
- EM-Bronzemedaille: 1997
- Weltmeister (Maxi-Basketball): 2013
- Europameister (Maxi-Basketball): 2006. 2014

### Ehrungen
- Spielerin des Jahres der DDR-Oberliga: 1985, 1987, 1990
- Chemmy (Chemnitz Sportlerin des Jahres): 1997[18]
- Jenas Sportlerin des Jahres: 2006[19]